# Brunhilda (ptaki)
Brunhilda – rodzaj ptaków z podrodziny astryldów (Estrildinae) w obrębie rodziny astryldowatych (Estrildidae).

## Rozmieszczenie geograficzne
Rodzaj obejmuje gatunki występujące w Czarnej Afryce.

## Morfologia
Długość ciała 10–12 cm; masa ciała 6,1–15,1 g.

## Systematyka
Rodzaj zdefiniował w 1862 roku niemiecki zoolog Ludwig Reichenbach w publikacji własnego autorstwa poświęconej historii naturalnej ptaków śpiewających. Gatunkiem typowym jest (oryginalne oznaczenie) astryld czarnolicy (B. erythronotos).

### Etymologia
- Brunhilda (Bruhilda): Brunhilda lub Brynhilda, bohaterka legend germańskich i nordyckich, córka Odyna i postać z Pieśni o Nibelungach[5].
- Glaucestrilda: gr. γλαυκος glaukos ‘niebiesko-szary, modry, srebrzysty’; rodzaj Estrilda Swainson, 1827 (astryld)[6]. Gatunek typowy (oryginalne oznaczenie): Estrilda incana[b] Sundevall, 1850.

### Podział systematyczny
Do rodzaju należą następujące gatunki:
- Brunhilda erythronotos (Vieillot, 1817) – astryld czarnolicy
- Brunhilda caerulescens (Vieillot, 1817) – astryld czerwonosterny
- Brunhilda perreini (Vieillot, 1817) – astryld czarnosterny
- Brunhilda thomensis (de Sousa, 1888) – astryld czerwonoboczny